# خورشیدگرفتگی ۳۰ مه ۱۹۶۵
خورشیدگرفتگی ۳۰ مه ۱۹۶۵ (به انگلیسی: Solar eclipse of May 30, 1965) یک خورشیدگرفتگی از نوع خورشیدگرفتگی کامل است. این خورشیدگرفتگی در تاریخ ۳۰ مه ۱۹۶۵ میلادی (‎۹ خرداد ۱۳۴۴ خورشیدی) روی داد که زمان اوج آن، ساعت ۲۱:۱۷:۳۱ به‌وقت ساعت هماهنگ جهانی بوده‌است. مدت زمان و طول این خورشیدگرفتگی ۵ دقیقه و ۱۵ ثانیه بود.